# باتکوویچی (پریبوی)
باتکوویچی (به صربی: Batkovići) یک منطقهٔ مسکونی در صربستان است که در پریبوی واقع شده‌است. باتکوویچی ۱۵۳ نفر جمعیت دارد.